# 강도일기
《강도일기》(江都日記)는 조선 인조 때 어한명(魚漢明; 1592년 3월 4일(음력 1월 21일)~1648년 12월 27일(음력 11월 14일))이 지은 일기이다. 내용은 병자호란 때 봉림대군과 인평대군이 난을 피해 강화로 피난갔을 때 경기좌도 수군판관(判官)으로 있던 작가가 힘껏 그들을 보호한 일을 기록한 것이다.

## 한국어 번역
- 어한명 지음, 신해진이 옮기고 주석을 달음, 《강도일기》, 역락, 2012년 6월 5일